# Corod
Corod település Romániában, Moldvában, Galați megyében.

## Leírása
Corod nevét 1438-ban említette először oklevél.
A 2002 évi népszámláláskor 7870 lakosa volt, melyből 1 magyar, 7868 román és egy orosz volt. Ebből 7849 ortodox, 1 református, 9 evangélikus és 5 adventista volt.
Corod községközpont, Blânzi, Brătulești és Cărăpcești tartozik hozzá.

## Hivatkozások

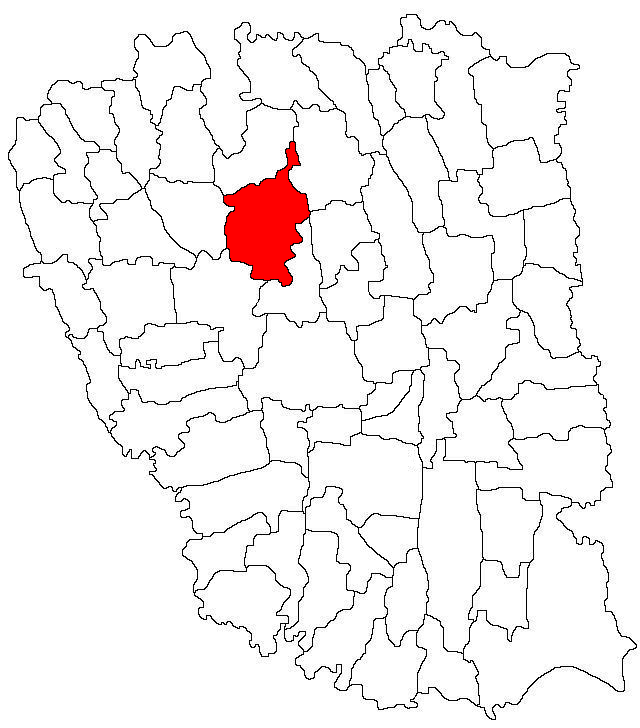
Corod elhelyezkedése a térképen